# Latemar
| Latemar                                   | Latemar                                     |
| Kattints az alábbi külső linkek egyikére! | Kattints az alábbi külső linkek egyikére!   |
| ----------------------------------------- | ------------------------------------------- |
| Nem található szabad kép.(?)              |                                             |
| külső link · jogvédett                    | A Latemar térképe, helyi információs táblán |

A Latemar egy alpesi hegycsoport az észak-olaszországi Dolomitokban, Dél-Tirol és Trentino határán, az Eggen-völgy és a Fiemme-völgy között. Viszonylag kis kiterjedésű, félkörben hajló hegygerinc mentén sorakozó látványos csúcsokból áll. Legmagasabb kiemelkedése a Diamantidi-torony (2862 tszf. méter). A turisták által jól ismert összképét észak felől, a Karer-tó partjáról nézve mutatja.

## Fekvése
A Latemar tömbje a Dolomitok nyugati részén emelkedik. Északnyugati része Dél-Tirol, délkeleti része Trentino területén fekszik, a megyehatár a hegycsoport főgerincén fut.
A Latemartól nyugatra a dél-tiroli Obereggen falu fekszik, amely Deutschnofen (Nova Ponente) község része. Innen érhetők el a Latemar nyugati lejtőin fekvő síközpont, a Ski Center Latemar pályái.
A hegységtől északra fekvő, legközelebbi település a dél-tiroli Welschnofen (Nova Levante) községhez tartozó Karersee (Carezza al Lago) falu, amely a Karer-tó (Lago di Carezza) partján fekszik. Ez az Eggen-völgyben, a Karer-hágó közelében fekvő kis erdei tengerszem a völgy legismertebb látnivalója, a megyeszékhelytől, Bozentől (Bolzano) mintegy 25 km-re.
Északkeleten a Karer-hágó képezi a határt a Latemar és a Rosengarten-hegycsoport között. Itt működnek a Karer-tavi síterület (Skigebiet Carezza – Karersee) völgyállomásai, ahonnan a Latemar északkeletei lejtőin kiépített pályákhoz lehet feljutni.
A trentinói oldalon a Latemar lejtői a Fassa-völgyben (Fassatal / Val di Fassa) és annak folytatásában, a Fiemme-völgyben (Fleimstal / Val di Fiemme) végződnek. Délnyugaton fekszik az 1983 méter magas Pampeago-hágó (Reiterjoch / Passo di Pampeago), amely összeköti Eggen-völgyet a Fiemme-völggyel, ugyanakkor elválasztja a Latemar csoportjától a 2492 méter magas Zanggen-csúcsot (Pala di Santa), amely hivatalosan már a Fiemme-völgyi Alpokhoz sorolódik.
A hegylánc főgerincének nyomvonala patkót formáz, mely délkelet felé nyitott. Két szára a Sorda-völgyet (Valsorda) fogja közre, mely a Fiemme-völgy (Fleimstal) egyik északnyugati irányú oldalvölgye, egyben a hegycsoport vízgyűjtő területe.
A csoport legmagasabb csúcsai a főgerinc északi szárnyán emelkednek, amelynek északkeleti és északnyugati oldalain meredek sziklafalak szakadnak le a törmeléklejtőkig, amelyeken a sűrű Latemari-erdő (Latemarwald) és a Karer-tó is fekszik. A déli oldalon a Sorda-völgyi lejtők lényegesen enyhébb esésűek, törmelékkúpokkal és -dombokkal tarkítotva. A főgerincen átvezető átjárók: 2650 méteren a Nagy Latemar-csorba (Große Latemarscharte / Forcella Latemar Grande), és 2685 méter magasan a Rotlahn-csorba (Rotlahnscharte / Forcella dei Campanili). A 2616 méter magas Kirchtagweid-csúcsnál a gerinc délnek fordul, itt egy kiterjedt fennsík (Laste di Valsorda di sopra) fekszik. A fennsík nyugati irányból közelíthető meg az Erzlahnscharte (Forcella Forcellone) és Gamsstallscharte (Forcella dei Camosci) átjárókon keresztül. A Latemar gerincét a Feudo-csúcs (Cima Feudo) tömbje zárja le.

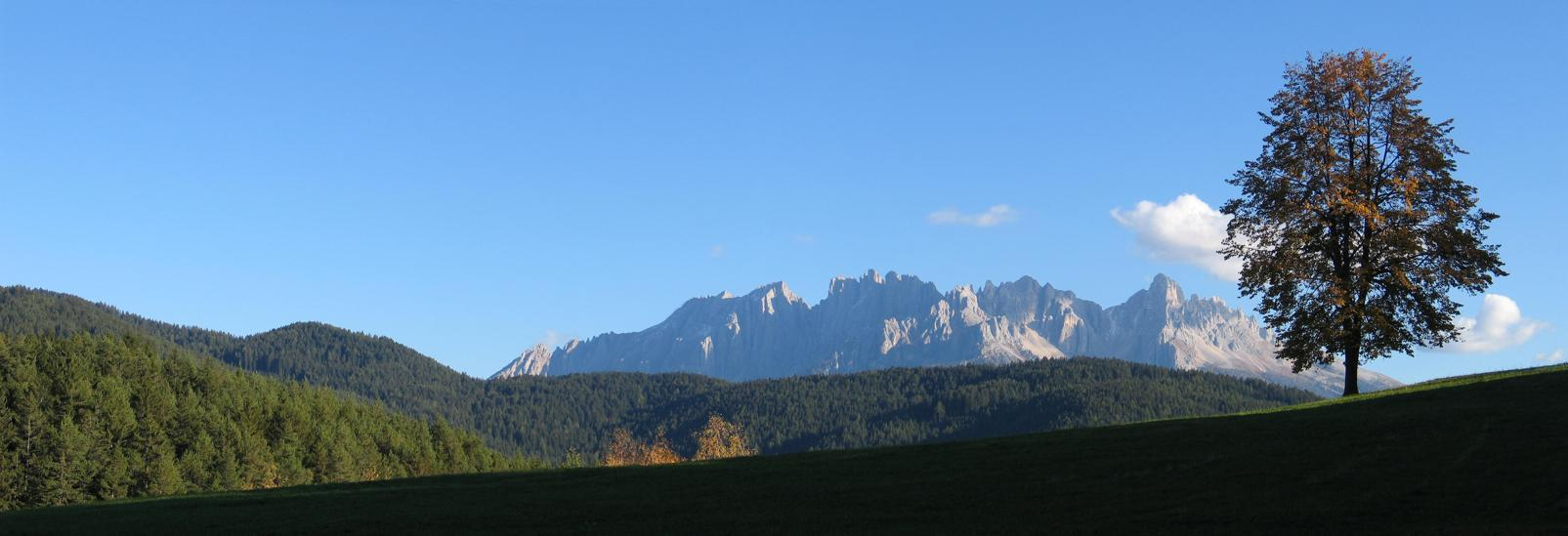
A Latemar északnyugat (Karneid) felől
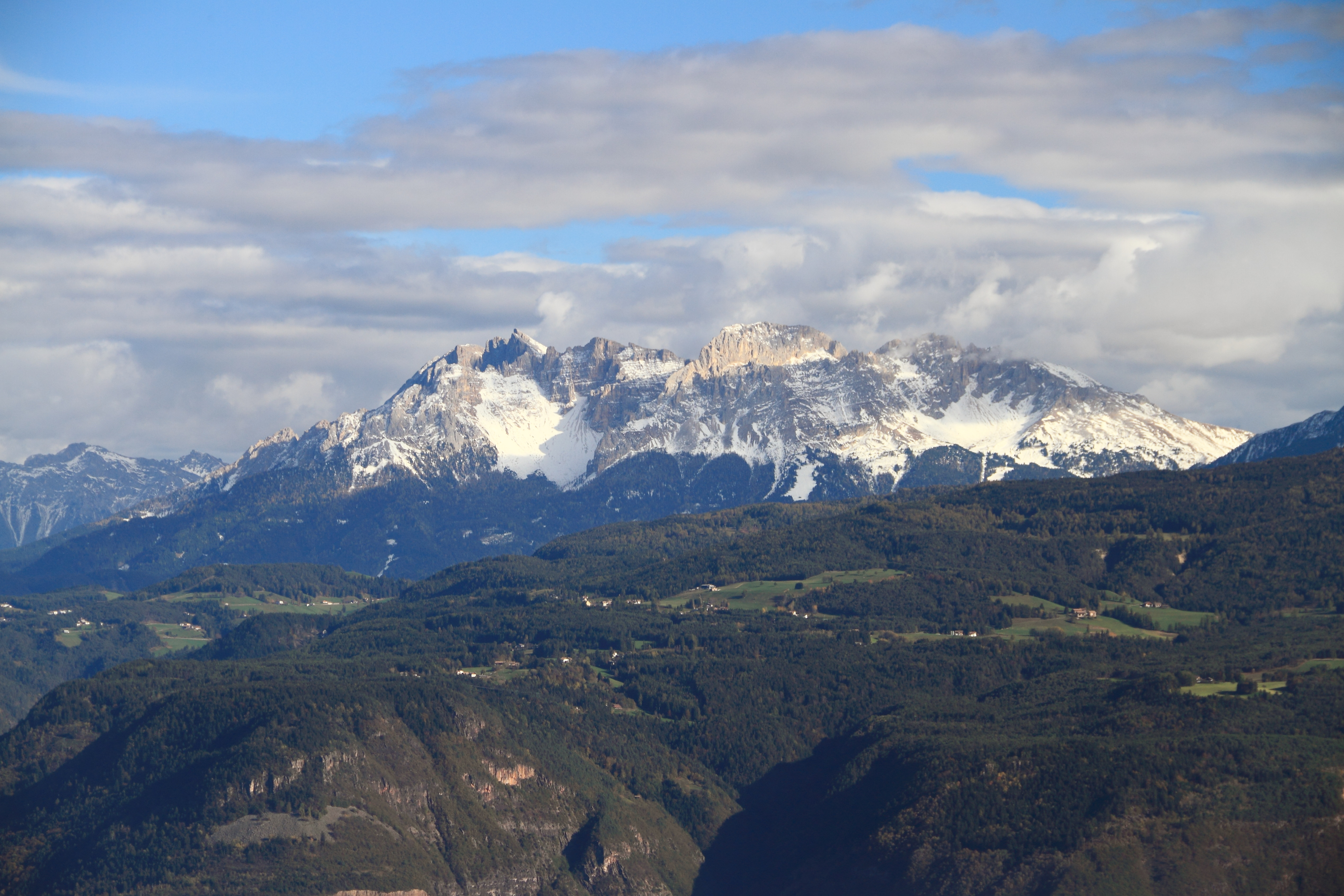
A Latemar nyugatról, a Mendel-hágóból nézve
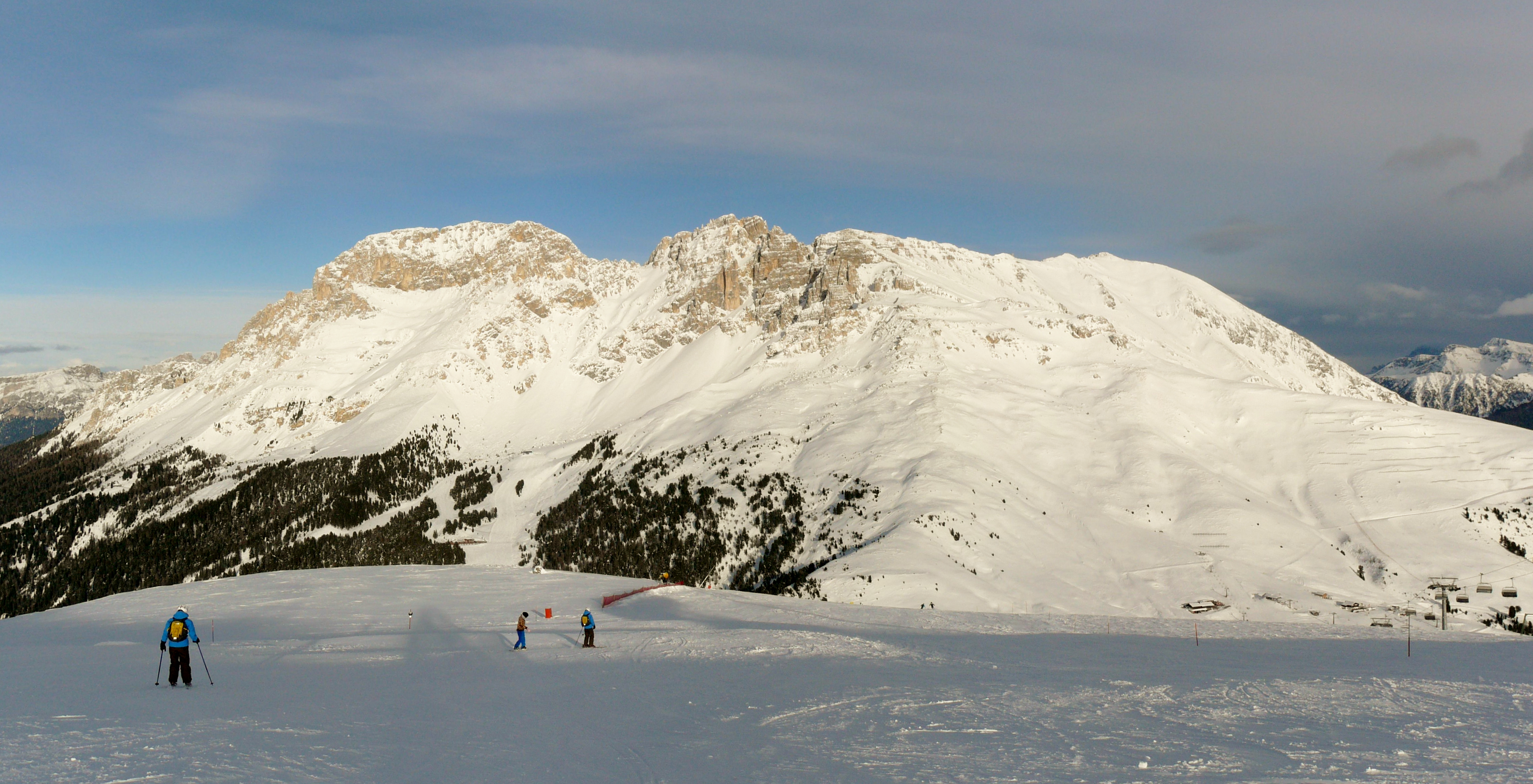
A Latemar keletről, az obereggeni sípályákról

### Főbb csúcsai
| Magyar neve                                                    | Német neve                                                   | Olasz neve                           | Magassága (méter) |
| -------------------------------------------------------------- | ------------------------------------------------------------ | ------------------------------------ | ----------------- |
| Diamantidi-torony (Nagy Latemar-torony, Nyugati Latemar-csúcs) | Diamantiditurm (Großer Latemarturm, Westliche Latemarspitze) | Cimon del Latemar (Torre Diamantidi) | 2842              |
| Latemar-csúcs (Keleti Latemar-csúcs)                           | Latemarspitze (Östliche Latemarspitze)                       | Schenòn del Latemar                  | 2800              |
| Eggen-völgyi csúcs                                             | Eggentaler Horn                                              | Corno d’Ega                          | 2799              |
| Cornon-csúcs                                                   | –                                                            | Col Cornon                           | 2757              |
| –                                                              | Schreppwand                                                  | Cima di Valsorda                     | 2752              |
| Erzlahn-csúcs                                                  | Erzlahnspitze                                                | Cima del Forcellone                  | 2749              |
| Reiterjoch-csúcs                                               | Reiterjochspitze                                             | Paion                                | 2705              |
| Feudo-csúcs                                                    | –                                                            | Cima Feudo                           | 2672              |
| Valbona-csúcs                                                  | Valbonaspitze                                                | Cima Valbona                         | 2663              |

## Geológiája

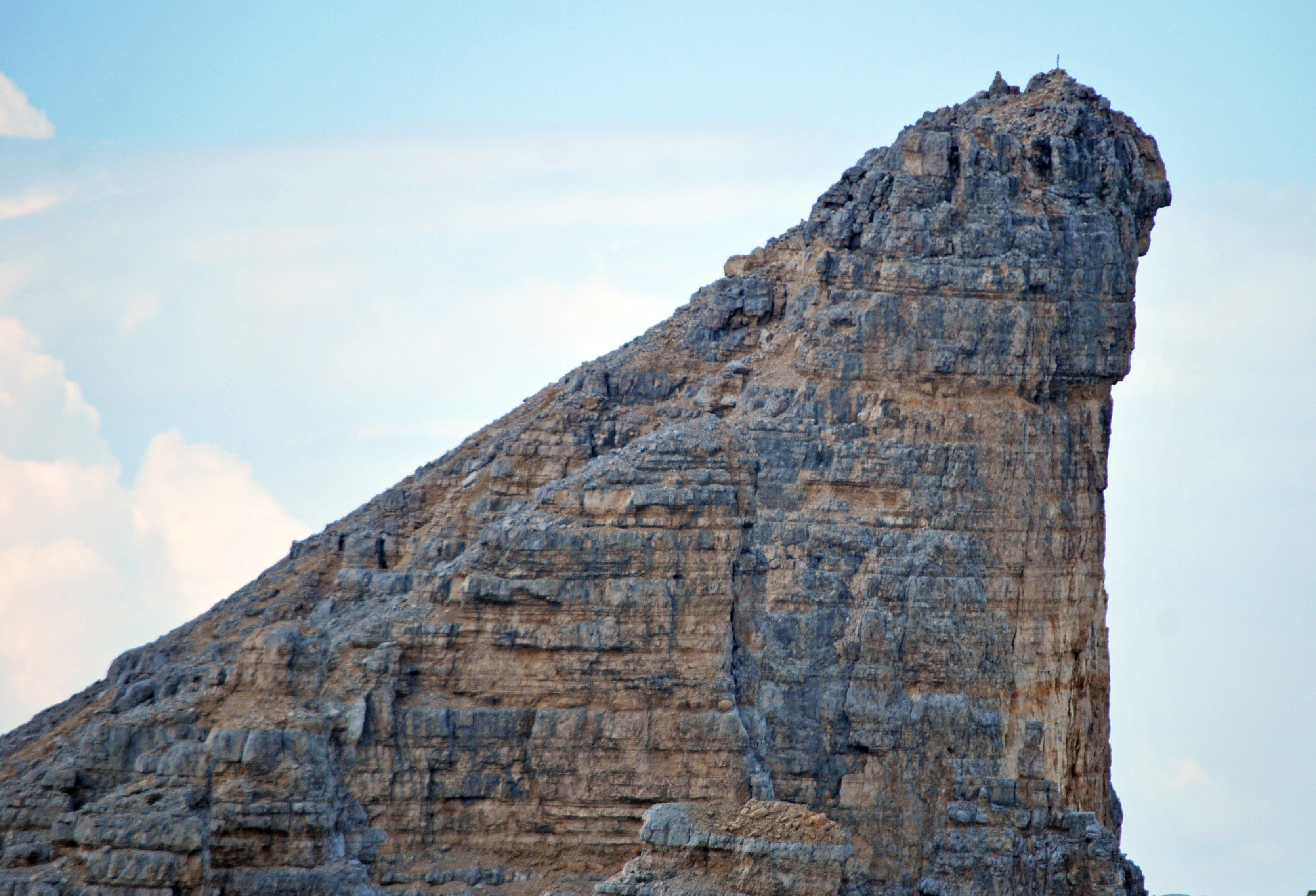
A Diamantidi-torony meredek északi fala és lankásabb déli válla, kelet felől, a Latemar-csúcsról nézve. A kőzet rétegződése jól látható.

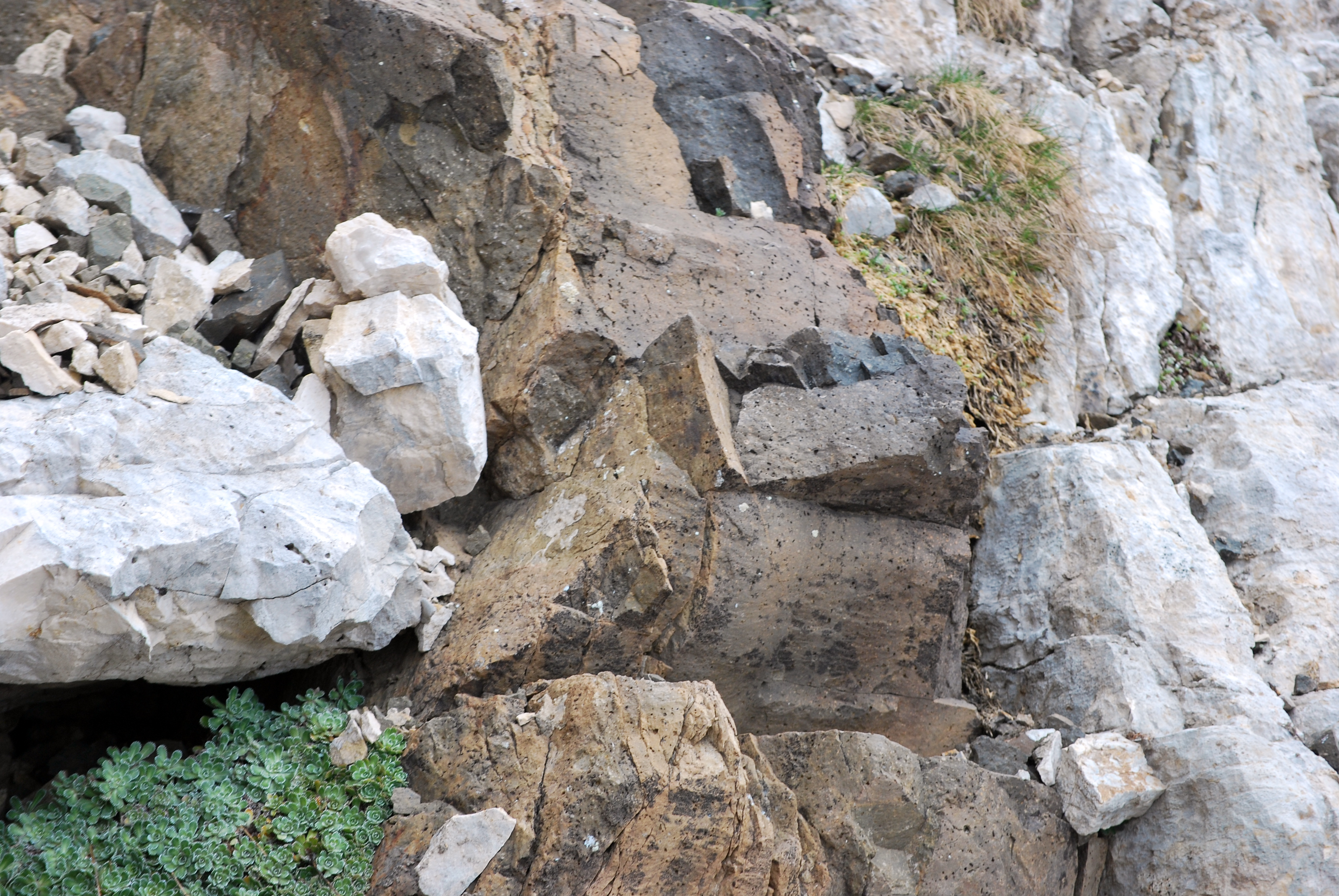
Sötét magmás telér, világos mészkő-környezetben (a Diamantidi-toronytól keletre)

A hegycsoportot körülvevő Welschnofeni-fennsík alapvetően porfir anyagú, lankás felszíni formákkal, erdőkkel és alpesi mezőkkel (Alm) borítva. Jellege élénk ellentéte a belőle kiálló magas és meredek sziklahegyeknek.
A Latemar sziklacsúcsainak anyaga a Dolomitok Schlern (Sciliar) hegycsoportjában azonosított kőzetből, ún. Schlern-dolomitból áll, mely a földtörténeti Ladinium korszakban, a középső triász második felében, mintegy 230 millió éve keletkezett. A kőzet szerkezete erősen rétegzett, őstengeri eredetű lerakódások következtében. A rétegekben felismerhetők az ősi ammoniták és kagylók lenyomatai. A Latemart alkotó kőzet a Marmolada csoport anyagával rokon, magnéziumban szegény, ellentétben a szomszédos Rosengarten hegycsoport erősen „dolomitizált” kőzetével. A kő szerkezete emiatt igen törékeny, falai hegymászásra kevésbé alkalmasak. A falak lábánál kiterjedt törmelékdombok és -katlanok alakultak ki.
A hegység északi oldalán, a Karer-tó fölött fekszik a Geplänk nevű katlan, amely hegy- és sziklaomlások eredménye. Az egymásra halmozott sziklatömbök között halad a Labirintus nevű, kanyargós magashegyi túraösvény (Labyrinthsteig). A formációhoz helyi legenda is fűződik, mely szerint a Geplänk fölötti hegycsúcsok sorfalát egy ott élő óriás pallér, a „Geplänkmaurer” építgeti, de a kőfal újra és újra leomlik, kövei a Karer-tóra néző lejtőkre zuhannak.
Az itteni mészkő alapkőzetre jellemző a magmás kőzeteket tartalmazó telérek sűrű hálózata. Ez főleg bazaltféléket tartalmaz, melyek sötét színe élesen elkülönül az üledékes alapkőzettől. A telérek a középső triászból származnak, amikor a Dolomitokban erős vulkáni tevékenység zajlott. A lágy magmakőzet felső rétegei gyorsan lepusztultak, így alakult ki a hegység erősen tagolt jellege. A magmatörmelék a szakadékok, folyosók és hasadékok aljában gyűlik össze.

## Történelme

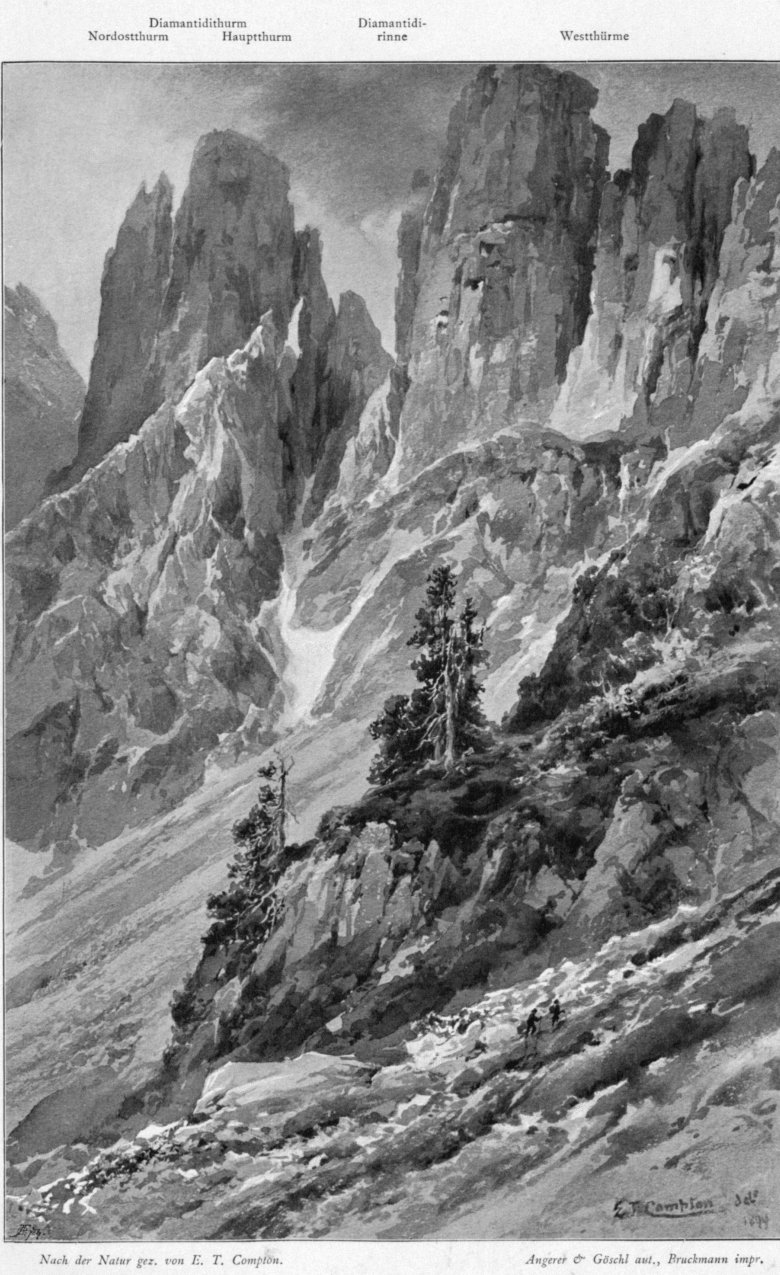
Edward Theodore Compton festménye: A Latemar-tornyok a Rotlahn-hágóból nézve

A Latemar nevet először 1100 körül említik, a Brixeni Püspökség és a Tridenti Érsekség határleírásában. 
Feltehetően a ladin nyelvű „cresta de Lac-te-mara” kifejezésből rövidült, ennek jelentése: „hegylánc a katlan-tavon túl”, mely utalás a Karer-tó fölötti, jól ismert látképre. A német nyelvi háttér hívei a „Leitmayr” névből eredeztetik. Előfordulnak magyarázatok más ladin és latin nyelvi gyökerekre is.
A középkorban a hegyoldalakban bányászat folyt, ennek nyomai (aknák és tárók maradványai, régi kéziszerszámok) fennmaradtak. Helyi feljegyzésekből arra következtetnek, hogy a 15. századig ezüstöt, ólmot, rezet és vastartalmú érceket termeltek ki. A Dolomitok egyik ismert legendája is említ egy Latemar nevű manót, a hegység kincseinek őrzőjét, akinek birodalmát a szomszédos Rosengarten hegység ura, Laurin király akarja elfoglalni.
Az első két tudós, akik a 19. században a Latemart kutatták, a német Ferdinand von Richthofen (1833-1905) és az osztrák Edmund Mojsisovics (Mojsisovics Ödön, 1839-1907) volt. A hegymászók kevéssé törődtek a hegycsoporttal, figyelmük az ekkoriban feltárt szomszédos Rosengarten hegycsoport felé irányult. Gustav Euringer augsburgi német hegymászó érte el elsőként a Latemar-csúcsot (1884-ben) és a Diamantidi-csúcsot (1885-ben). A Demeter Diamantidi és Ernst Platz hegymászó útjai nyomán itt is megindult a hegyi turizmus, 1896-ra megépült a Karer-hágóra vezető műút, majd az itteni szállodák is. Megindult a turizmus, melyet Theodor Christomannos ügyvéd, helyi politikus, valamint Josef Pichler és Hanssepp Pinggera suldeni vállalkozók támogattak. Edward Theodore Compton (1849-1921) angol festő és hegymászó is ebben az időben járta be a Latemar vidékét, amelyet festményein megörökített.
Az első világháború előtt a környék az Osztrák–Magyar Monarchiához tartozott, Tirol tartomány részeként. Az 1915–1918-as hegyvidéki háború frontvonala a Latemartól távolabb, délkeleten húzódott, közvetlen harctevékenység nem érte a vidéket. 1919-ben a környéket, Tirol déli felével és Trentino tartománnyal együtt a saint-germaini békeszerződés értelmében az Olasz Királysághoz csatolták. Jelenleg a Trentino-Dél-Tirol régióhoz tartozik.
1980-ban megnyitották az hegycsoport első alpesi menedékházát, a 2671 méter magasságban épült Latemar-menedékházat (Rifugio Torre di Pisa). 2009-ben a hegycsoportot az UNESCO az egész Dolomitokkal együtt a Világörökség részévé nyilvánította.

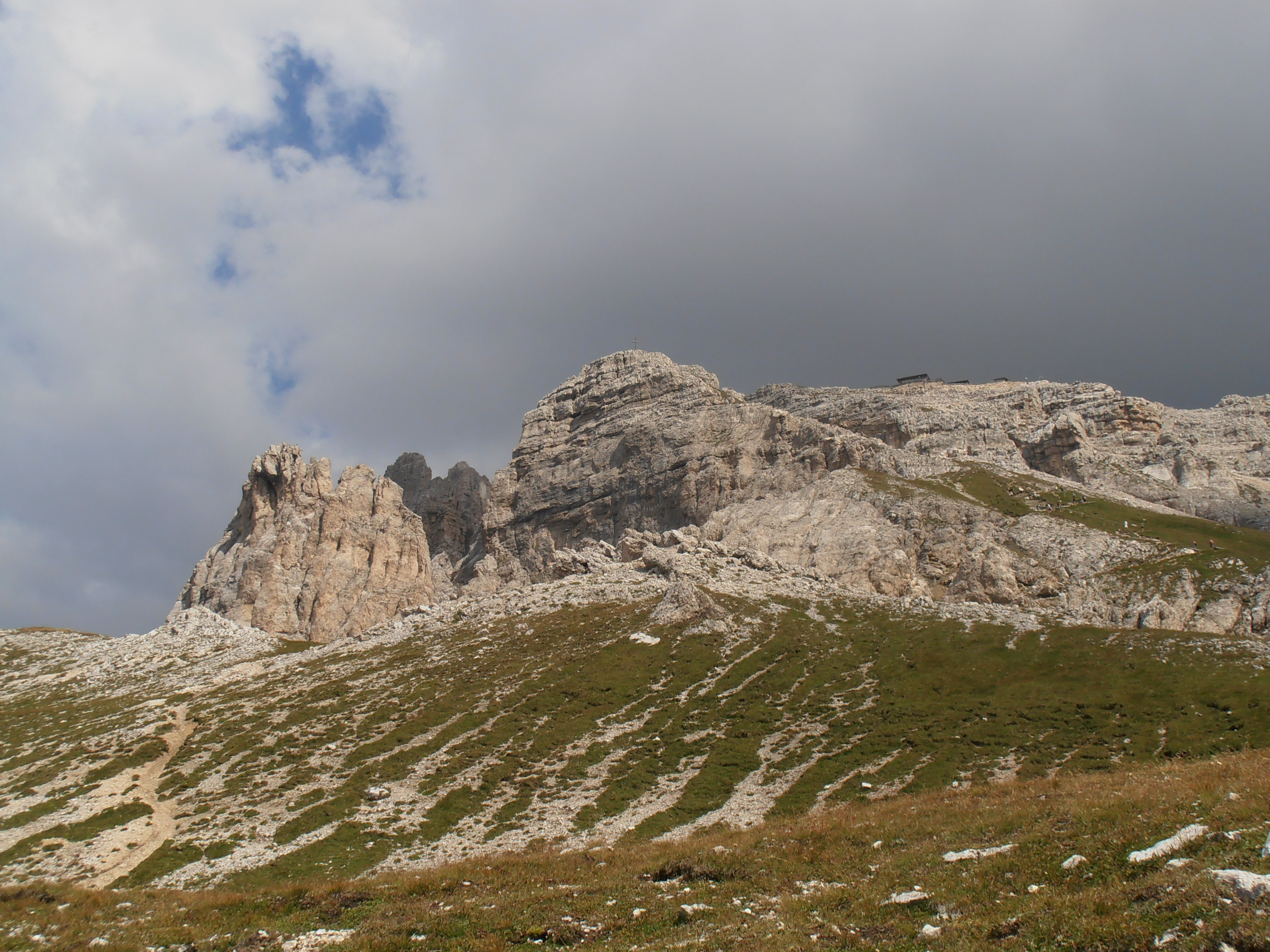
A Valbona-csúcs és a Latemar-menedékház
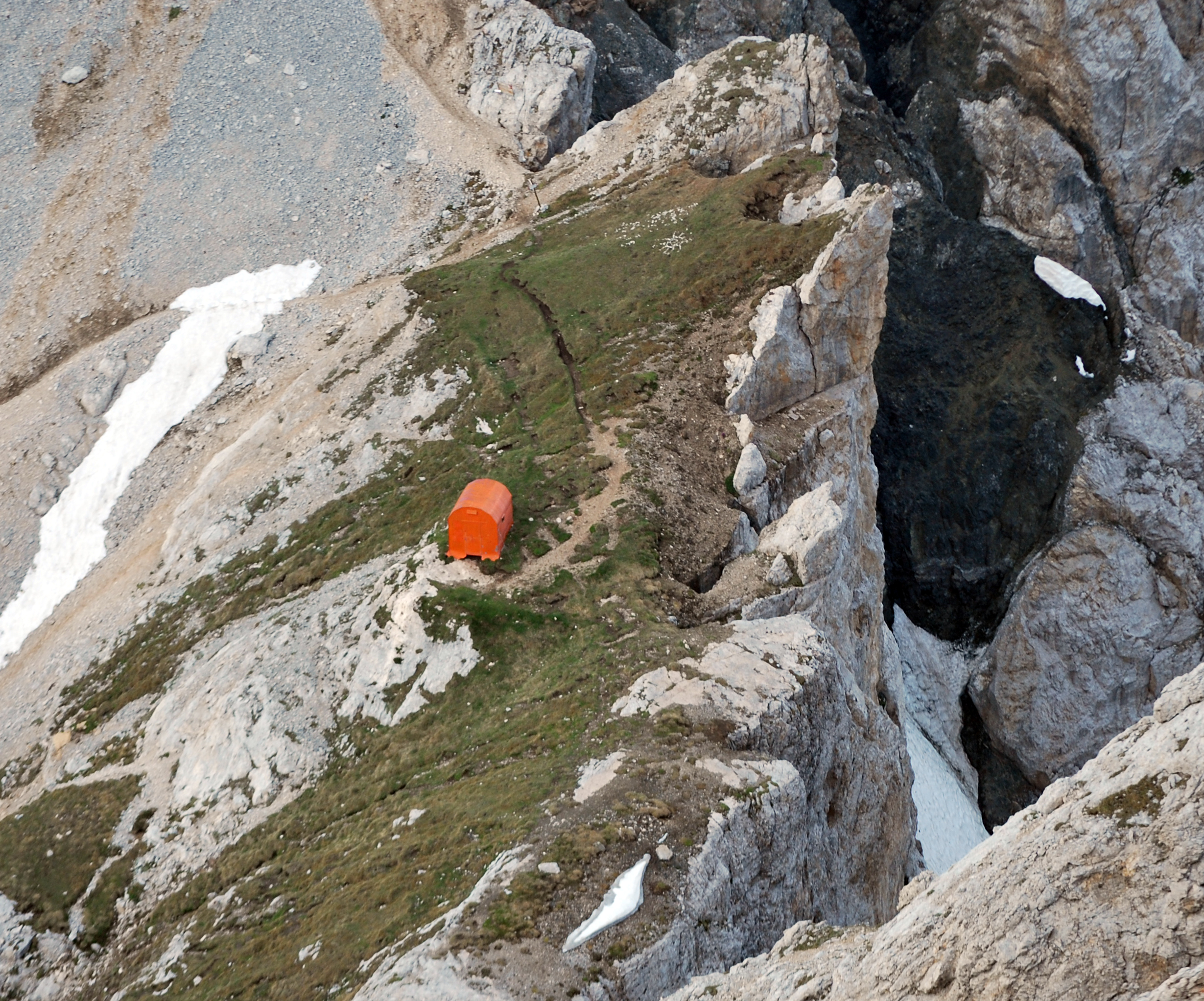
A Bivacco Rigatti bivakház
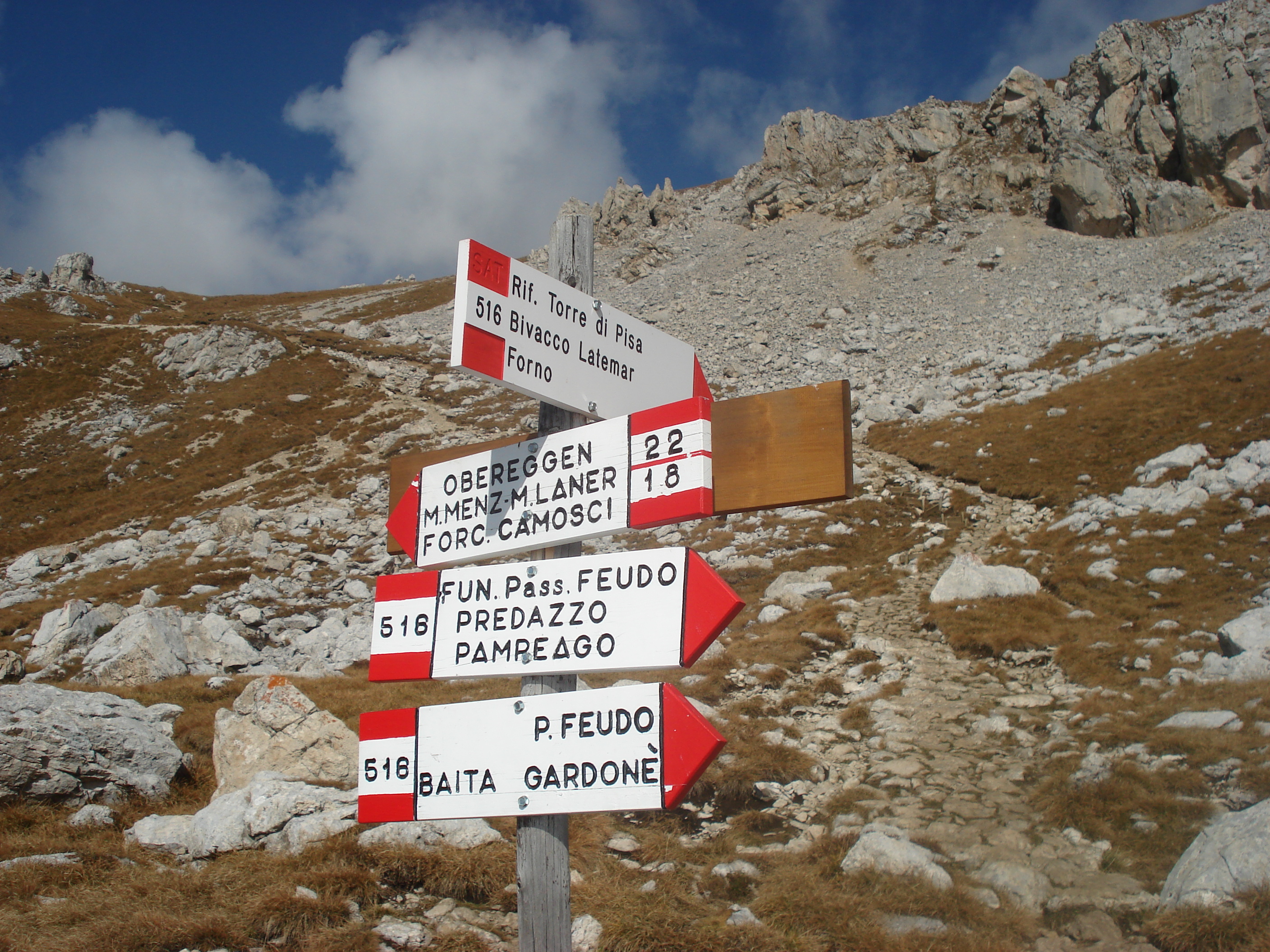
Útjelző tábla a hegycsoportban
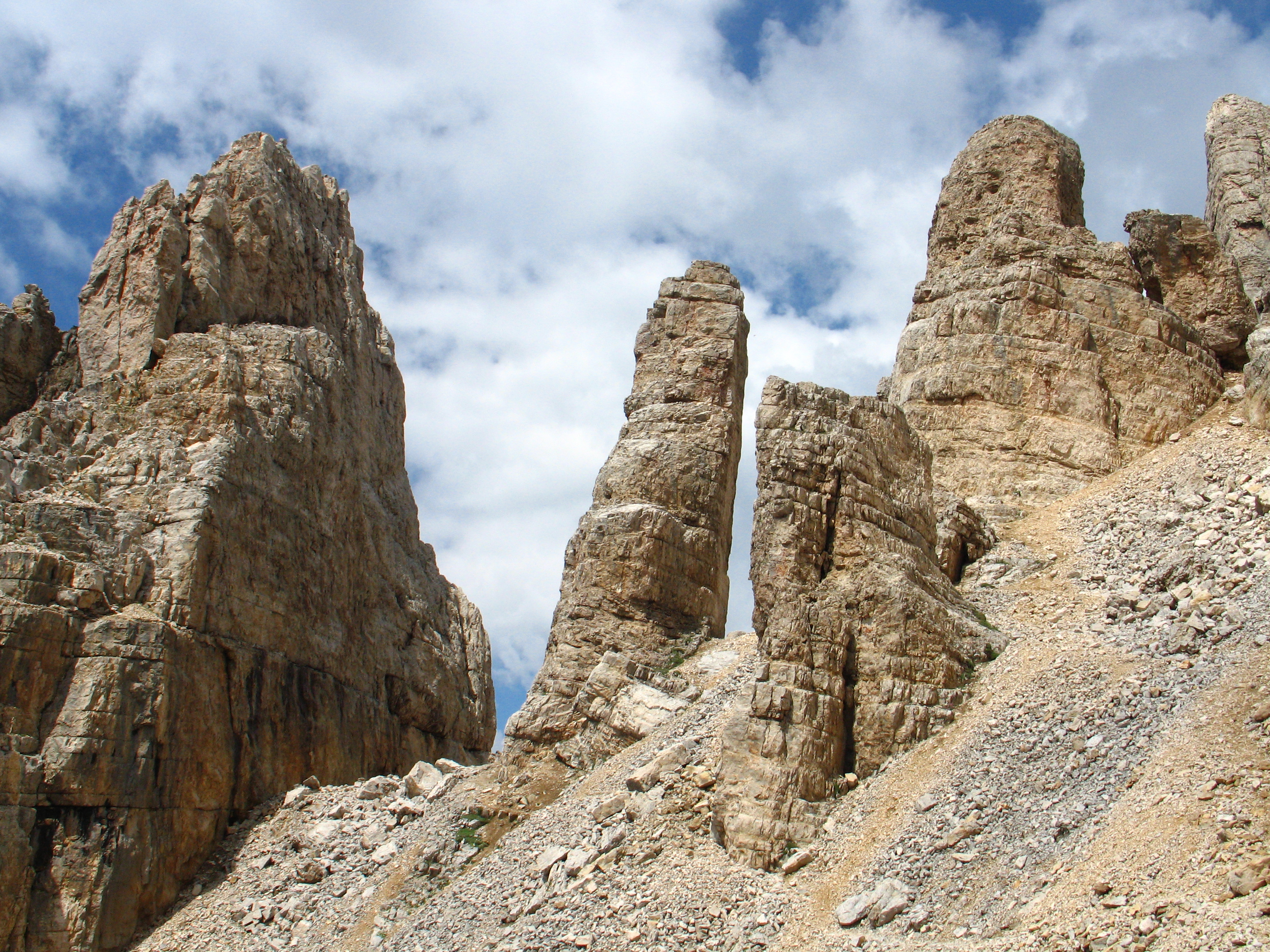
A Torre di Pisa sziklatű

## Alpinizmus, sport
A Latemar északi fala, ahogyan a Karer-tó felől látszik, a Dolomitok egyik legismertebb tájképe. Ennek ellenére a hegycsoport nem tartozik a hegymászók kedvelt céljai közé. Ennek fő oka a kőzet porlékonysága, különösen a szomszédos Rosengarten hegycsoporttal összevetve. A csúcsok közül csak a Latemar-csúcsra visz kiépített mászóút, ezt sokan használják is. Átkelhetünk a hegység főgerincén, a Reiter-hágótól (Reiterjoch) a Latemar-csúcson át le a Karer-tóig jelzett túrautakon, vagy (1981 óta) egy vasalt mászóút beiktatásával. Erről az útvonalról letérve megmászható a Diamanti-torony is.
A Latemar-csoportban jelenleg két, személyzettel üzemelő menedékház működik. Egyik a Latemar-ház (Latemarhütte / Rifugio Torre di Pisa, 2671 méteren), a hegység keleti részén, a Valbona-csúcs közelében. Olasz nevét a közeli sziklatűről, a „pisai toronyról” kapta. A másik a Rifugio Passo Feudo, 2175 méter magasságban, a Latemar déli lejtőjén. A hegyjárók rendelkezésére áll még két bivakház, a Bivacco Rigatti, 2620 méteren, a Nagy Latemar-csorbában és a Bivacco Latemar A. Sieff, 2365 méteren, a Lastei di Valsorda nevű, erősen tagolt fennsík belsejében.
A hegység síközpontjai a Dolomiti Superski rendszer tagjai. Az északi és keleti lejtők a Karer-hágó–Fassa-völgy (Val di Fassa/Carezza) zónához tartoznak, a nyugati lejtők a Fiemme-völgy–Obereggen (Val di Fiemme/Obereggen) zónához. Utóbbi zóna központja a Ski Center Latemar, amely magában foglalja a Pampeago-hágót, és a Predazzóból felvezető kabinos felvonót is.

## Közlekedése
A hegység nyugati része, Obereggen település és a Latemar Síközpont (Ski Center Latemar) az A22-es autópályáról, Bozen (Bolzano) felől az Eggen-völgyben haladó 241-es országúton, majd az abból Birchabrucknál (Ponte Nova) délnek leágazó 620-as úton közelíthető meg. A 620-as út a Lavazè-hágón át vezet Cavalese és a felső Fiemme-völgy felé. A Pampeago-hágó délről, Cavalese felől is elérhető közúton.
A 241-es út Birchabrucktól keletnek, Welschnofen (Nova Levante) felé halad tovább, felvezet a Karer-hágóra, ahonnan a Karer-tó és a Latemar északi lejtői elérhetők. Északkeletről, a Fassa-völgyből, a Canazei felől érkező 48-as főútvonal érinti a predazzói kabinos felvonó völgyállomását, amelyen át a Pampeago-hágóba lehet feljutni.